# Electronic Sound
Electronic Sound es el segundo álbum de estudio del músico británico George Harrison, publicado en el Reino Unido el 9 de mayo de 1969 por Apple Records y en Estados Unidos el 26 de mayo de 1969 por Capital Records. El segundo disco del músico en solitario y publicado durante la existencia de The Beatles, fue un trabajo experimental integrado por dos canciones de larga duración improvisadas con un sintetizador Moog, siendo un trabajo primerizo de lo que en el futuro se conocería como música electrónica.
El álbum fue publicado a través de Zapple, una subsidiaria de Apple Records de corta duración que tuvo como finalidad editar trabajos musicales de vanguardia. Tras su lanzamiento, Electronic Sound obtuvo escasa relevancia comercial por su caracter enteramente experimental. No entró en la lista de discos más vendidos del Reino Unido y alcanzó solo el puesto 191 de la estadounidense Billboard 200. Por otra parte, la crítica lo consideró como una simple prueba que presagió el uso más concreto y exitoso del sintetizador Moog en el álbum de The Beatles Abbey Road unos meses más tarde. No obstante, por el desarrollo posterior que hubo en la música occidental durante las décadas siguientes, Electronic Sound resulta un precursor de la música electrónica y de subgéneros de la misma como el ambient.

## Historia

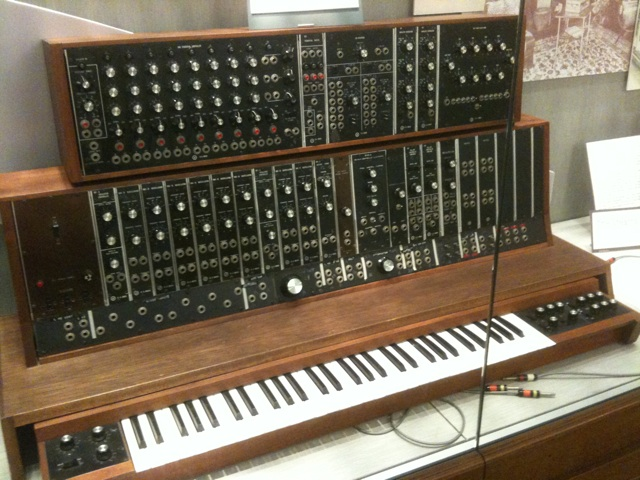
Electronic Sound fue grabado con un sintetizador Moog.

En 1968, The Beatles fundaron Apple Records, una compañía discográfica para publicar sus discos y que sirvió para contratar a otros artistas potencialmente interesantes. Con Apple, cada uno de los miembros de The Beatles tuvo la oportunidad de dar rienda suelta a sus deseos y fueron libres de publicar trabajos experimentales y poco comerciales. Al respecto, John Lennon inauguró el sello en 1968 con Unfinished Music No.1: Two Virgins, un trabajo vanguardista que desató la polémica al incluir una fotografía de Lennon y su mujer, Yoko Ono, desnudos en la portada. Para continuar con estos experimentos, el grupo fundó Zapple Records a modo de subsidiaria de la discográfica. Sin embargo, Zapple solo publicó dos álbumes antes de ser cerrado por Allen Klein, por entonces representante del grupo: Unfinished Music No.2: Life with the Lions, de Lennon y Ono, y Electronic Sound de Harrison. 
Además de publicar sus trabajos, Apple sirvió como catalizador de algunos artistas descubiertos por los miembros de The Beatles en la escena musical. Al respecto, George Harrison contrató a Jackie Lomax y produjo su álbum Is That What You Want?, que contó con la participación de artistas como Eric Clapton, Paul McCartney y Nicky Hopkins. Aunque el álbum tuvo poco éxito, Harrison introdujo durante su grabación un nuevo instrumento musical, el sintetizador Moog, desconocido hasta el momento. El sintetizador fue dirigido por Bernie Krause, un músico interesado en los sonidos naturales.
Krause y Harrison se sintieron atraídos por el sintetizador Moog y volvieron a encontrarse en California en noviembre de 1968, donde grabaron una larga improvisación con el título de «No Time or Space». En febrero del año siguiente, Harrison adquirió un Moog que instaló en su casa de Esher, en el condado de Surrey, con el cual grabó una segunda canción, «Under the Mersey Wall». En ambos casos, los temas fueron abstractas improvisaciones de larga duración, con 25 y 18 minutos respectivamente. El primero comienza con un sonido semejante a un disparo y sigue con una interpretación de un Moog, aunque con el uso de efectos de eco. Porciones de ruido blanco de esta canción fueron usadas en «I Remember Jeep», una de las varias improvisaciones incluidas en el siguiente álbum de Harrison, All Things Must Pass, publicado en 1970. Por el contrario, «Under the Mersey Wall» usó el sonido de dos sintetizadores Moog sobregrabados uno encima de otro.

## Recepción
La naturaleza experimental de Electronic Sound impidió que obtuviera un notable éxito comercial. El álbum no entró en la lista de discos más vendidos del Reino Unido, donde fue publicado con número de catálogo ZAPPLE 2, y solo alcanzó el puesto 191 en la estadounidense Billboard 200, país donde su número de catálogo fue ST-3358. Además, su publicación fue relativamente ignorada por la prensa musical, con varias reseñas de años posteriores. Al respecto, Richard Ginell de Allmusic lo describió como «un poema de cualidad abstracta», mientras que el biógrafo Simon Leng escribió: «Cuarenta minutos de demostración de que los Beatles no tenían idea de cómo tocar un teclado electrónico». Más allá de estas diferencias de perspectiva, Electronic Sound supuso un anticipo de un uso mayor del sintetizador Moog en el álbum de The Beatles Abbey Road, publicado unos meses más tarde.
En 2004, la revista Rolling Stone calificó el álbum con dos estrellas y media sobre un total de cinco y lo definió, junto a su predecesor, Wonderwall Music, como «interesante, aunque solo para aficionados». Por otra parte, Roger Catlin, de MusicHound, sugirió que Electronic Sound «podría interesar a estudiantes de tempranos experimentos con sintetizadores, pero a nadie más».
Electronic Sound fue también sujeto de controversia a raíz de la denuncia de Bernie Krause, que a pesar de pedir que su nombre fuese retirado del álbum, posteriormente afirmó ser autor del disco. Su participación es mencionada en la canción «No Time or Space», registrada en California, pero no figura en los créditos de «Under the Mersey Wall».

## Reediciones
Electronic Sound fue publicado por primera vez en disco compacto en 1969, con las canciones invertidas y los títulos erróneamente escritos. Durante la siguiente década, el álbum, junto a otros trabajos de Harrison como Wonderwall Music, Dark Horse y Extra Texture, estuvieron descatalogados. Finalmente, en septiembre de 2014, el álbum fue remasterizado y reeditado como parte de The Apple Years 1968-75, una caja recopilatoria que incluyó los seis discos de estudio de Harrison publicados con Apple Records.

## Lista de canciones
Todas las canciones escritas y compuestas por George Harrison. 
| Cara A |                         |          |  |
| N.º    | Título                  | Duración |  |
| 1.     | «Under the Mersey Wall» | 18:41    |  |

| Cara B |                    |          |  |
| N.º    | Título             | Duración |  |
| 2.     | «No Time or Space» | 25:10    |  |

## Posición en listas
| País           | Lista         | Posición |
| -------------- | ------------- | -------- |
| Estados Unidos | Billboard 200 | 191      |